# La valle di pietra
Pour plus de détails, voir Fiche technique et Distribution.
La valle di pietra est un film italien réalisé par Maurizio Zaccaro, sorti en 1992.

## Synopsis
Dans la Bohême en 1850, un géomètre est envoyé par le gouvernement dans une vallée isolée appelée par les habitants La Vallée de la Pierre à cause de son aspect aride, faite de montagnes de calcaire fragile et gris. Au cours des travaux de cartographie, l’arpenteur rencontre un prêtre d’apparence très humble et presque misérable, tout dévoué à sa paroisse.

## Fiche technique
- Titre : La valle di pietra
- Réalisation : Maurizio Zaccaro
- Scénario : Ermanno Olmi et Maurizio Zaccaro d'après la nouvelle Calcaire d'Adalbert Stifter
- Musique : Claudio Capponi et Alessio Vlad
- Photographie : Pasquale Rachini
- Montage : Paolo Cottignola et Maurizio Zaccaro
- Production : Mario Cecchi Gori, Vittorio Cecchi Gori, Roberto Cicutto et Vincenzo De Leo
- Société de production : Sire Productions
- Pays de production :  Italie
- Genre : Drame
- Durée : 102 minutes
- Date de sortie : 
  - Italie : septembre 1992 (Mostra de Venise)

## Distribution
- Charles Dance : l'arpenteur-géomètre
- Aleksander Bardini : le pasteur
- Fabio Bussotti : l'assistant de l'arpenteur-géomètre
- Klara Neroldova : Johanna
- Rudolf Hrušínský : Uno
- Milos Kopecký : Giudice Escher
- Ladislav Chudík : Dr. Riesen
- Miroslav Donutil : Stipetic
- Steva Marsálek : Keller
- Václav Vodák : Handorf
- Leos Sucharípa : Waffel
- Bohumil Vávra : le professeur Bauer
- Premysl Kocí : Notaio

## Distinctions
Lors de la 38e cérémonie des David di Donatello, le film reçoit une nomination dans la catégorie Meilleur décorateur.